# Rio (film iz 2011.)
Rio (eng. Rio) je animirani film animiran tehnikom CGI, snimljen prema scenariju Don Rhymera i Sam Harpera. Film je realiziran režijom Carlosa Saldanhe iz Blue Sky Studija. Glavnu ulogu interpretirao je poznat glumac i redatelj Jessie Eisenberg, a ostale uloge su upotpuniti glumci:  Anne Hathaway, George Lopez, Jemaine Clement, Will.i.am, Jamie Foxx i Tracy Morgan.

## Uloge i hrvatska sinkronizacija
| Ime                  | Original              | Hrvatska verzija                                    |
| -------------------- | --------------------- | --------------------------------------------------- |
| Blu                  | Jessie Eisenberg      | Marko Makovičić                                     |
| Nigel                | Jemaine Clement       | Luka Peroš                                          |
| Nico                 | Jamie Foxx            | Dušan Bućan                                         |
| Pedro                | Will.i.am             | Filip Juričić                                       |
| Jewel                | Anne Hathaway         | Mia Krajcar                                         |
| Rafael               | George Lopez          | Robert Ugrina                                       |
| Linda                | Leslie Mann           | Hana Hegedušić                                      |
| Tulio                | Rodrigo Santoro       | Frano Mašković                                      |
| Luiz                 | Tracy Morgan          | Jerko Marčić                                        |
| Mlada Linda          | Sofia Scarpa Saldanha | Mara Bajsić                                         |
| Chloe                | Wanda Sykes           | Anja Maksić Japundžić                               |
| Alice                | Jane Lynch            | Ivana Krizmanić                                     |
| Sylvio               | Bernardo de Paula     | Dražen Bratulić                                     |
| Paraglajder          | Thomas F Wilson       | Dražen Bratulić                                     |
| Marcel               | Carlos Ponce          | Marinko Prga                                        |
| Tipa i šišmiš        | Jeffrey Garcia        | Ozren Grabarić                                      |
| Armando              | Davi Vieira           | Živko Anočić                                        |
| Fernando             | Jake T. Austin        | Karlo Franić                                        |
| Eva                  | Bebel Gilberto        | Jasna Bilušić                                       |
| Vođa majmunčića      | Francisco Ramos       | Tvrtko Jurić                                        |
| Nogometni komentator | Rodrigo Santoro       | Robert Šantek                                       |
| Toucanova djeca      | ?                     | Antonio Lovrinić, Mara Bajsić i Kora Karla Konjević |

- Sinkronizacija: Livada Produkcija
- Tonska obrada pjesama: Livada Produkcija
- Mix studio: Digital Deluxe
- Režija: Pavlica Bajsić Brazzoduro
- Prijevod: Dinko "Dino" Tomaš Brazzoduro i Pavlica Bajsić Brazzoduro
- Redatelj glazbe: Nikša Bratoš

## Vanjske poveznice
- Službena stranica  Arhivirana inačica izvorne stranice od 2. veljače 2011. (Wayback Machine)
- Rio u internetskoj bazi filmova IMDb-a